# När en syndare vänder om
När en syndare vänder om är en sång med text av Margaret Moody och musik av William Augustus Ogden.

## Publicerad i
- Fridstoner 1926 som nr 33 under rubriken "Böne- och lovsånger".
- Frälsningsarméns sångbok 1929 som nr 328 under rubriken "Jubel, erfarenhet och vittnesbörd".
- Musik till Frälsningsarméns sångbok 1930 som nr 328.
- Frälsningsarméns sångbok 1968 som nr 329 under rubriken "Jubel och tacksägelse".
- Frälsningsarméns sångbok 1990 som nr 511 under rubriken "Lovsång, tillbedjan och tacksägelse".